# SN 2007so
SN 2007so – supernowa typu Ia odkryta 13 grudnia 2007 roku w galaktyce NGC 1109. W momencie odkrycia miała maksymalną jasność 17,00m.